# Relax (magazyn komiksowy)
Relax (od czwartego numeru – Relax. Magazyn opowieści rysunkowych) – polski magazyn komiksowy, wydawany w latach 1976–1981. Pierwotnie ukazało się 31 numerów. W 2020 r. magazyn został wznowiony, z Grzegorzem Rosińskim w roli honorowego redaktora naczelnego.
Autorami komiksów w wersji z lat 70. i 80. byli znani rysownicy m.in. Janusz Christa, Grzegorz Rosiński, Jerzy Wróblewski, Tadeusz Baranowski, Marek Szyszko, jak również Andrzej Mleczko, Edward Lutczyn, Szymon Kobyliński, Bogusław Polch.

## Historia

### Pierwotna wersja magazynu
Idea magazynu komiksowego zrodziła się w kręgach zarządu Krajowej Agencji Wydawniczej dzięki inspiracji rynkiem francuskim. Jednym z inicjatorów magazynu był dziennikarz Henryk Kurta, specjalizujący się w prasoznawstwie i kulturze francuskiej, który został redaktorem naczelnym. Redakcją graficzną pisma zajął się Grzegorz Rosiński.
Nakład pisma początkowo wynosił 100 000, a później (od 1979) 200 000 egzemplarzy. Oprócz komiksów magazyn zawierał (do kilku stron w numerze liczącym 32 strony) teksty popularnonaukowe, głównie dotyczące zagadnień historycznych, oraz jednostronicową informację o Centrum Zdrowia Dziecka (część dochodów ze sprzedaży miała być przeznaczona na finansowanie tego szpitala).
Pierwszy numer ukazał się w czerwcu 1976 r. i po jego dobrym przyjęciu magazyn został umieszczony w planach wydawniczych na rok 1977. W roku tym ukazało się 12 numerów (co miesiąc) w nakładzie 100 000 egzemplarzy. Wydawanie magazynu było kontynuowane w 1978 r., ale zmniejszenie przydziałów papieru i farb drukarskich (z powodu narastania symptomów gospodarki niedoboru) spowodowało, że wydano 10 numerów (ostatni w październiku). Na 1979 r. zaplanowano większe zmiany – nakład został zwiększony do 200 000, a ponadto zmieniono wygląd strony tytułowej. Jednakże znaczne ograniczenie przydziałów papieru i farb drukarskich spowodowało, że wydane zostały tylko 3 numery (styczeń, luty i marzec). Ta sytuacja powtórzyła się w 1980 r. – tylko 3 numery. Prawdopodobnie wówczas zapadała decyzja o zakończeniu wydawania magazynu, ponieważ w dwóch ostatnich numerach znalazły się prawie wyłącznie komiksy stanowiące kontynuacje i dokończenia komiksów z poprzednich numerów (w numerze 30. znalazł się tylko jeden komiks stanowiący zamkniętą całość). Dwa ostatnie numery ukazały się w 1981 r., przedostatni w styczniu. Nie jest natomiast znany miesiąc wydania ostatniego, 31. numeru, gdyż nie zachowały się stosowne dokumenty w archiwach po wydawcy, a wspomnienia są rozbieżne. Informacja o zakończeniu wydawania magazynu została podana w formie jednozdaniowej wzmianki na stronie 2.
Niektóre komiksy publikowane w magazynie były później w latach 80. wydawane przez KAW w formie broszur zawierających jeden lub kilka komiksów (niektóre w wersji uproszczonej, jako druk czarny na żółtym papierze).
Z okazji 40 lecia magazynu Relax, wydawnictwo Egmont wydało zbiorcze wydanie pt. „Relax. Antologia opowieści rysunkowych”. Do tej pory wydano 3 tomy antologii.

### Reaktywacja
W grudniu 2020 r. magazyn został wznowiony przez Wydawnictwo Labrum Marcin Lechna we współpracy z galerią PolishComicArt.pl. Pomysłodawcami reaktywacji magazynu są Marcin Lechna oraz Krzysztof Garula. Lechna objął stanowisko redaktora naczelnego, zaś Garula dyrektora zarządzającego. Honorowym redaktorem Relaxu został Grzegorz Rosiński, rysownik serii Thorgal. W nowej odsłonie magazynu pojawili się tacy polscy twórcy, jak Jacek Skrzydlewski, Sławomir Kiełbus, Magdalena Kania, Piotr Bednarczyk, Maciej Kur, Mietek Fijał czy Nikodem Cabała. Pierwszy wydany tom ma numer 32, co ma symbolizować kontynuację wydawnictwa z lat 1976–1981. W 2021 r. ukazał się także dodatek „Relax Kids”, zawierający komiksy przeznaczone dla dzieci.
W 2021 r. z powodu konfliktu interesów powstały dwa odrębne magazyny Relax. Jeden z nich jest prowadzony przez wydawnictwo Labrum oraz Marcina Lechnę, drugie wspiera Krzysztof Garula, Grzegorz Rosiński oraz PolishComicArt.pl. Twórcy obu magazynów uważają, że to właśnie oni wydają ten prawdziwy magazyn Relax. Oba magazyny można rozróżnić po logotypie. Czasopismo na czele z Krzysztofem Garulą używa logotypu zaprojektowanego przez Grzegorza Rosińskiego, natomiast wydawnictwo Labrum do numeru 40 korzystało z logotypu zaprojektowanego przez Tadeusza Baranowskiego.
Lechna zarejestrował loga Relaxu jako znaki towarowe, toczą się postępowania o ich unieważnienie. Rejestracja logotypu stworzonego przez Grzegorza Rosińskiego, także zarejestrowanego przez Lechnę, została anulowana przez Urząd Patentowy.